# Johanna Broda

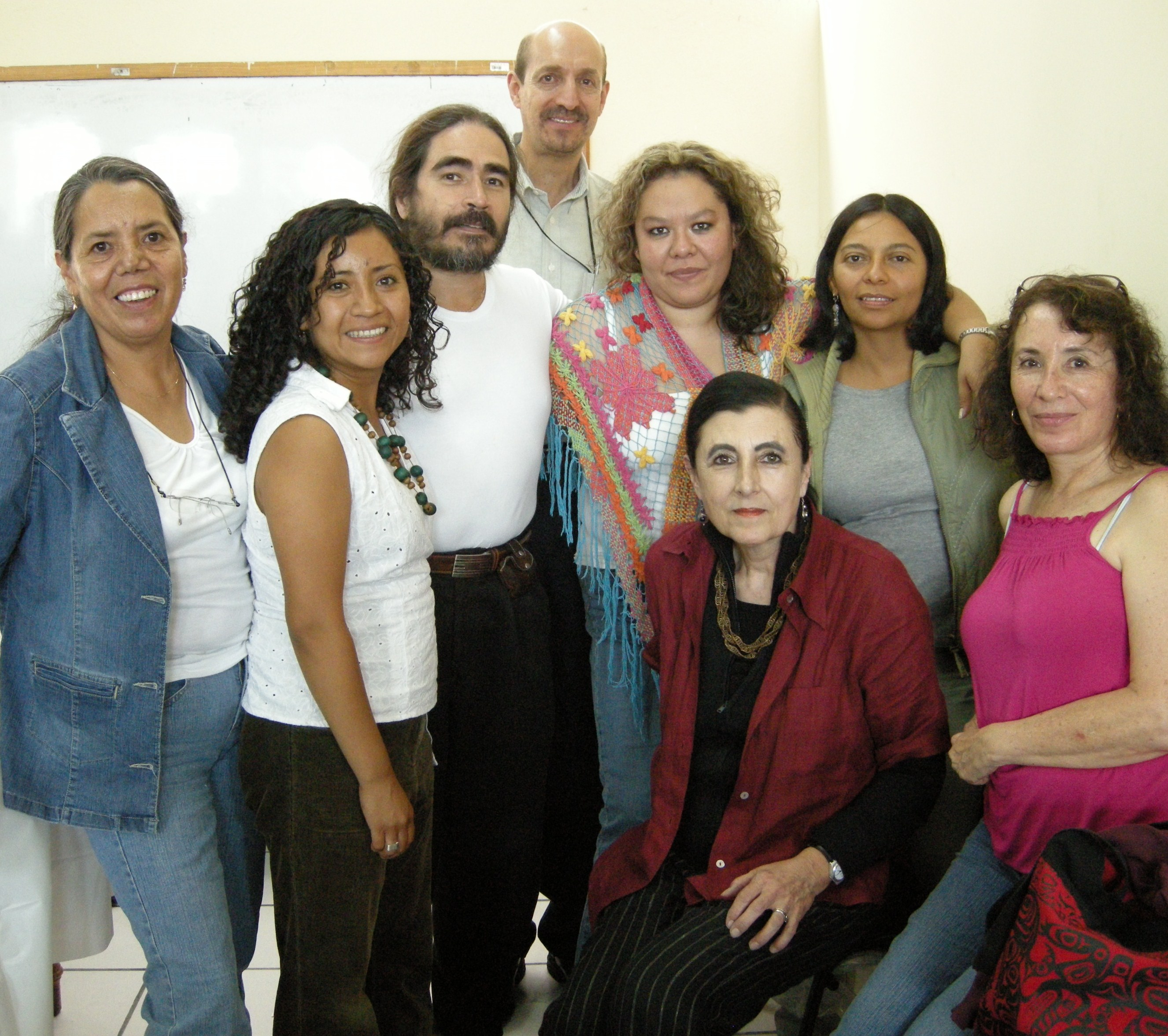

Johanna Broda Prucha (Viena, Austria, 14 de enero de 1943) es una investigadora austriaca que ha vivido en México por más de 40 años, especializada en estudios mesoamericanos, en los que se ha especializado en la concepciones de tiempo y espacio en los pueblos antiguos de México, sus relaciones con lo ritual y la arqueoastronomía.

## Biografía

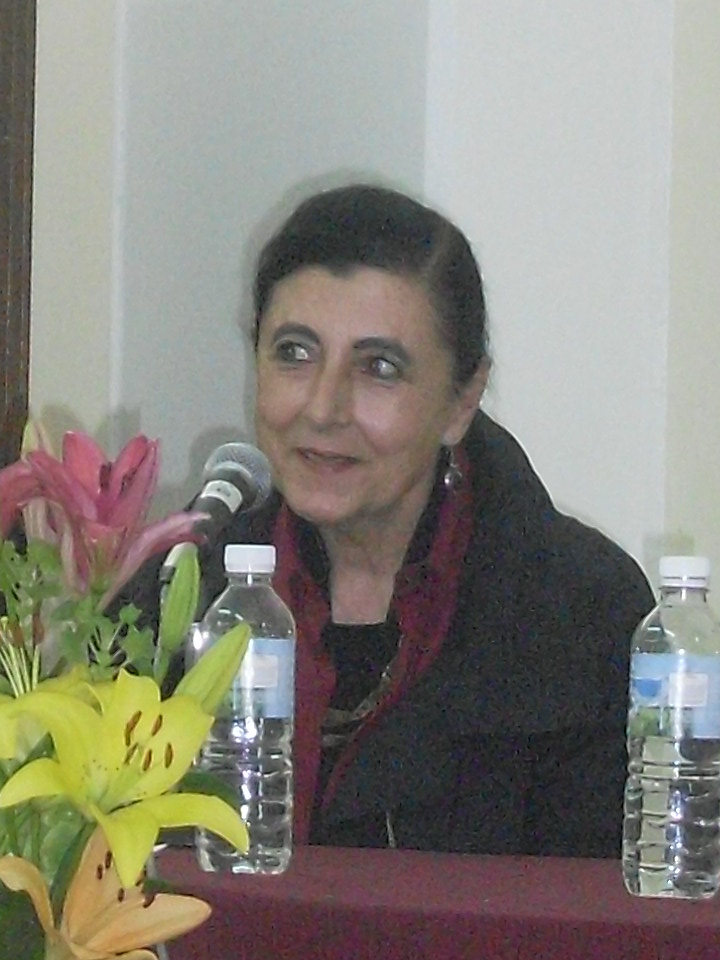

Creció en Austria, su abuela fue actriz y fue quien alimentó sus aspiraciones por la historia y la antropología. Es doctora en etnología por la Universidad de Viena. También estudió en la London School of Economics y en la Universidad Complutense, en donde impartió clases en el Departamento de Antropología de América. En 1973 llegó a México para laborar en el Centro de Investigaciones y Estudios en Antropología Social (CIESAS), y en 1980 inició labores en el Instituto de Investigaciones Históricas de la UNAM, en donde tiene el cargo de Investigadora Titular C de Tiempo Completo Definitiva. Ha impartido clases como profesora visitante en París, Madrid y Viena. De 1999 a 2004 fue vicepresidenta de la International Society for Archaeoastronomy and Astronomy in Culture.
Forma parte del Sistema Nacional de Investigadores de México, en donde tiene el nivel III.

## Obras

### LIBROS (AUTORA)
-1969   The Mexican Calendar. Acta Ethnologica et Linguistica, no.15, Viena, 105 pp. 

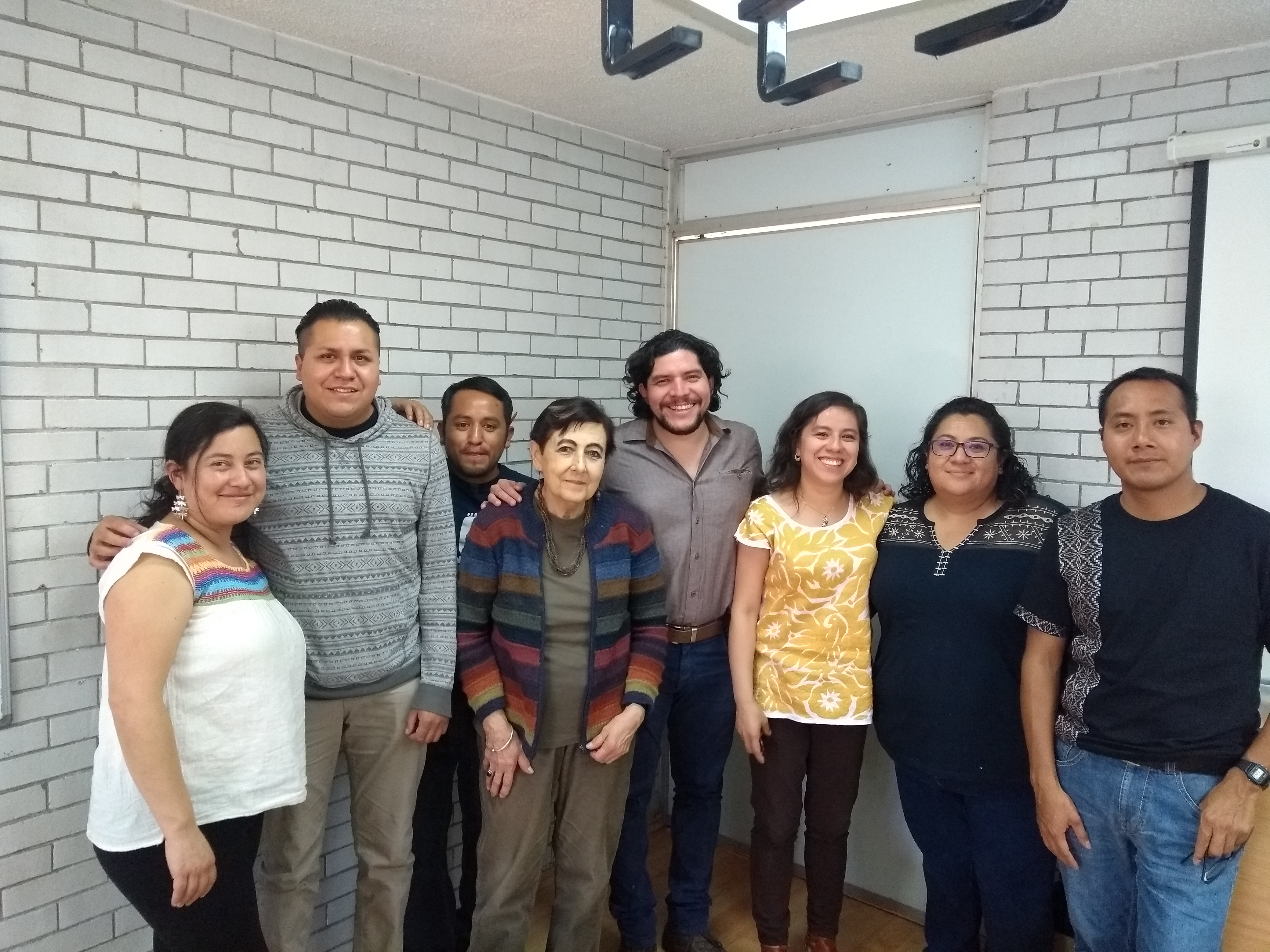

LIBROS (CO-AUTORA, CO-EDITORA o CO-COORDINADORA):
-Carrasco, Pedro, Johanna Broda et al.
1976    Estratificación social en la Mesoamérica prehispánica. SEP-INAH, Instituto Nacional de Antropología e Historia, México, 301 pp. (segunda edición 1984) (co-editora y coautora del libro).
-Carrasco, Pedro y Johanna Broda (eds.)
1978    Economía política e ideología en el México prehispánico. Nueva Imagen-CISINAH (Centro de Investigaciones Superiores del Instituto Nacional de Antropología e Historia), México, 270 pp. (segunda edición 1980; tercera edición 1983; cuarta edición 1985) (co-editora y coautora del libro).
-Broda, Johanna, David Carrasco y Eduardo Matos (coautores)
1987  The Great Temple of Tenochtitlan: Center and Periphery in the Aztec World, University of Press, Berkeley, 184 pp. (Coautora de la introducción, autora del cap. 2 de 63 pp., del glosario y la bibliografía del libro).
-Broda, Johanna, Stanislaw Iwaniszewski y Lucrecia Maupomé (eds.)
1991    Arqueoastronomía y Etnoastronomía en Mesoamérica.  (772 pp., 266 il.) (editora principal, Introducción y coautora del libro). Instituto de Investigaciones Históricas, UNAM, México.
-Albores, Beatriz y Johanna Broda (coords.):
1997    Graniceros: Cosmovisión y meteorología indígenas de Mesoamérica. Coedición El Colegio Mexiquense - IIH, UNAM, México.(reimpresión 2003).
- Broda, Johanna y Félix Báez-Jorge (coords.):
2001a  Cosmovisión, ritual e identidad de los pueblos  indígenas de México, Fondo de Cultura Económica - CONACULTA,  México (539 pp.). (ISBN 968-16-6178-8). 
- Broda, Johanna, Stanislaw Iwaniszewski y Arturo Montero (coords.)
2001b  La montaña en el paisaje ritual. Coedición CONACULTA,INAH – IIH, UNAM – Universidad Autónoma de Puebla, México. (488 pp.). (ISBN 970-18-6919-2). (2a. edición 2007).
- Albores, Beatriz y Johanna Broda (coords.):
2003    Graniceros: Cosmovisión y meteorología indígenas de Mesoamérica. Coedición El Colegio Mexiquense-IIH, UNAM, México.1ª. reimpresión (ISBN 968-6341-83-8).
- Broda, Johanna y Catharine Good Eshelman  (coords.)
2004    Historia y vida ceremonial en las comunidades mesoamericanas: los ritos agrícolas. Colección Etnografía de los Pueblos Indígenas de México. Serie Estudios Monográficos. Coedición INAH-IIH, UNAM, México. (498 pp.) (ISBN 970-35-0370-5 INAH)
- Máxime Boccas, Johanna Broda y Gonzalo Pereira (eds.)
2004    Etno y Arqueo-astronomía en las Américas: Memorias del Simposio ARQ-13 del 51° Congreso Internacional de Americanistas, Santiago de Chile, julio 2003. Chile (ISBN 956-299-204-7), 329 pp.
- Broda, Johanna, Stanislaw Iwaniszewski y Arturo Montero (coords.)
2007    La montaña en el paisaje ritual. Coedición CONACULTA, INAH – IIH, UNAM , México. (488 pp.). (ISBN 970-18-6919-2). 2a. reimpresión.
- Broda, Johanna, (coord.)
2009    Religiosidad popular y cosmovisiones indígenas en la historia de México,  ENAH, México (ISBN 978-607-484-002-5).
- Broda, Johanna y Alejandra Gámez (coords.),
2009    Cosmovisión mesoamericana y ritualidad agrícola, estudios interdisciplinarios y regionales, BUAP, Puebla (493 pp.) (ISBN 978-607-487-048-0). 
-Broda, Johanna, Stanislaw Iwaniszewski y Arturo Montero (coords.)
2010    La montaña en el paisaje ritual. Coedición CONACULTA, INAH – IIH, UNAM , México. (488 pp.). (ISBN 970-18-6919-2). 3a. reimpresión.
ARTICULOS   (CAPITULOS EN LIBROS Y ARTICULOS EN          REVISTAS):
-1970 "Tlacaxipehualiztli: A Reconstruction of An Aztec Calendar Festival from 16th Century Sources", Revista Española de Antropología Americana, vol.5: 197-274, Madrid.
-1971  "Las fiestas aztecas de los dioses de la lluvia", Revista Española de Antropología Americana, vol.6: 245-327, Madrid.
-1972 "Estratificación social y ritual mexica". Actas de la XII Mesa Redonda de la Sociedad Mexicana de Antropología:  179-192, México.
-1975 "Algunas notas sobre crítica de fuentes del México antiguo", Revista de Indias, Año XXXV, no. 139-142: pp.123-164, Madrid.
-1976a "Continuidad y cambio de la sociedad indígena de México después de la Conquista: Estructuras prehispánicas y coloniales", Centre de Recherches Latino-Americaines, Fascicule XII, Université de Paris X-Nanterre.
-1976b "Los estamentos en el ceremonial mexica", en Carrasco P., J. Broda et al. 1976: 37-66, SEP-INAH, México.
-1978a "Cosmovisión y estructuras de poder en la evolución cultural mesoamericana", Simposio de la Fundación Alemana para la Investigación Científica, octubre 1978, en Comunicaciones no. 15: 165-172, Proyecto Puebla-Tlaxcala, Fundación Alemana para la Investigación Científica, Puebla.
-1978b "El ambiente socio-cultural e intelectual de los cronistas y la crítica de fuentes del siglo XVI", en Apuntes de Etnohistoria, ENAH, Epoca 1, no.2: 5-20, México.
-1978c "El tributo en trajes guerreros y la estructura del sistema tributario mexica", en Carrasco P. y J. Broda (eds.) 1978: 113-172, Nueva Imagen-CISINAH, México.
-1978d "Las crónicas indígenas como fuente para el estudio de los ritos y sacrificios", Estudios de Cultura Nahuatl, vol.13: 97-111, México.
-1978e "Persistencia de formas de organización económica prehispánica en México: La comunidad indígena en el siglo XVI", Actas del XLII Congreso Internacional de Americanistas, vol. III: 249-261, Paris.
-1978f "Relaciones políticas ritualizadas: El ritual como expresión de una ideología", en Carrasco, P. y J. Broda (eds.) 1978: 219-255, Nueva Imagen-CISINAH, México.
-1979a "Estratificación social y ritual mexica: Un ensayo de Antropología Social de los mexica", Indiana, vol. 5: 45-82, Berlin.
-1979b "Las comunidades indígenas de México y las formas de extracción del excedente: Epoca prehispánica y colonial", en Enrique Florescano (ed.): Ensayos sobre el desarrollo económico de México y América Latina: 54-92, Fondo de Cultura Económica, México.
-1980a "Aspectos socio-económicos e ideológicos de la expansión del estado mexica", en José Alcina Franch (ed.): Economía y sociedad en los Andes y Mesoamérica: 73-94, (Revista de la Universidad Complutense vol. XXVIII, no. 117), Ed. Universidad Complutense de Madrid, Madrid.
-1980b "Corona española, comunidades indígenas y tributo en el centro de México en el siglo XVI", Cuicuilco, Año I, no. 2: 29-36, ENAH, México.
-1980c "La fiesta azteca del Fuego Nuevo y el culto de las Pléyades", en La Antropología americanista en la actualidad. (Homenaje a Rafael Girard), vol. II: 283-303, Editores Mexicanos Unidos, México.
-1980d  "La sociedad indígena de México después de la conquista: Continuidad y cambio de estructuras socio-culturales", en Lateinamerika Studien,  vol. 6: Steger Hanns-Albert y Jürgen Schneider (eds.):Wirtschaft und gesellschaftliches Bewusstsein in Mexiko seit der Kolonialzeit: 165-189, Wilhelm Fink Ed., Munich.
-1908e  Prólogo al libro de Jesús Monjarás-Ruiz: La nobleza mexicana: Surgimiento y Consolidación: 13-23, Edicol, Colección Ciencias Sociales, México.
-1980f "Intercambio y reciprocidad en el ritual mexica", en Actas de la XVI Mesa Redonda de la Sociedad Mexicana de Antropología, Saltillo, vol. I, 81-97, Saltillo Coahuila.
-1981 "La sociedad indígena de México después de la Conquista: Continuidad y cambio de estructuras socio-culturales", en H.A. Steger y J. Schneider (eds.): Economía y conciencia social en México: 127-42, UNAM-ENEP Acatlán, México.
-1982a "Astronomy, Cosmovision and Ideology of Prehispanic Mesoamerica", en Aveni Anthony F. y Gary Urton (ed.): "Ethnoastronomy and Archaeo-astronomy in the American Tropics", Annals of the New York Academy of Sciences, vol. 385: 81-110, The New York Academy of Sciences, New York.
-1982b "Comments to the Symposium on 'Space and Time in the Cosmovision of Mesoamerica", on Tichy Franz (ed.): Space and Time in the Cosmovision of Mesoamerica: 15-24, Lateinamerika Studien, vol. 10 Wilhelm Fink Ed., Munich.
-1982c "El culto mexica de los cerros y del agua", en Homenaje al doctor Miguel León Portilla, Multidisciplina vol. 7: 45-56, ENEP-Acatlan, UNAM, México.
-1982d "La fiesta azteca del Fuego Nuevo y el culto de las Pléyades", en Tichy, Franz (ed.): Space and Time in the Cosmovison of Mesoamerica, Lateinamerika Studien, vol. 10: 129-158, Ed. Wilhelm Fink, Munich.
-1982e "Metodología en el estudio del culto y sociedad mexicana", en Anales de Antropología, vol. XIX, no. II: 123-138, Instituto de Investigaciones Antropológicas, UNAM, México.
-1982f  "Tenochtitlan bajo los astros", Revista Nexos, vol. 5, no. 56: 49-54, México.
-1982g "Der Haupttempel von Mexiko-Tenochtitlan: Aktueller Forschungsstand und vorläufige Interpretationen", Revista Mexico, vol. III, no. 6: 100-102, Berlin.
-1983a "Ciclos agrícolas en el culto: Un problema de la correlación del calendario mexica", en Anthony F. Aveni y Gordon Brotherston (ed.): Calendars in Mesoamerica and Peru: Native American Computations of time: 145-165. BAR International Series 174, Oxford.
-1983b "Arqueoastronomía y desarrollo de las ciencias en el México prehispánico", en Marco A. Moreno Corral (ed.): Historia de la Astronomía en México: 69-118, Instituto de Astronomía y Observatorio Astronómico Nacional, UNAM, México.
-1983c "Archäoastronomie und Entwicklung der Wissenschaften im Vorspanischen Mexiko". Wiener Ethnohistorische Blätter, H. 26: 19-68, ed. Karl R. Wernhart, Instituto de Etnología, Universidad de Viena. (traducción de 1983b).
-1984 "The Rise of Class Society, Ideology and Social Change in Prehispanic Mesoamerica", en Walter Dostal (ed.): On Social Evolution: 11-28, Wiener Beiträge zur Ethnologie und Anthropologie, vol. 1, Institut für Völkerkunde der Universität Wien, Verlag F. Berger & Söhne, Horn-Viena, Austria.
-1985a  "La expansión imperial mexica y los sacrificios del Templo Mayor", en Monjarás-Ruiz, Jesús, Rosa Brambila y Emma Pérez Rocha (eds.): Mesoamérica y el Centro de México: Una Antrología: 433-475, Colección Biblioteca del INAH, INAH, México. 
-1985b "Historische Ethnologie in Mexiko", en Karl R. Wernhart (ed.): Historische Ethnologie Heute, Vienna Contributions to Ethnology and Anthropology, vol.2; 291-316, Institut fûr Vôlkerkunde der Universitât Wien, Ferdinand Berger, Horn-Wien.
-1986  "Arqueoastronomía y desarrollo de las ciencias en el México prehispánico", en Marco A. Moreno Corral (ed.) Historia de la Astronomía en México: 65-102. La Ciencia desde México, no.4, SEP-Fondo de Cultura Económica, México.
-1987a "The Provenience of the Offerings: Tribute and 'Cosmovision, en Elizabeth H. Boone (ed.): The Aztec Templo Mayor: 211-256, Dumbarton Oaks, Trustees for Harvard University, Washington D. C..
-1987b "Templo Mayor as Ritual Space", en Broda, Johanna, David Carrasco y Eduardo Matos: The Great Temple of Tenochtitlan: Center and Periphery in the Aztec World: 61-123, University of California  Press, Berkeley.
-1987c "Comentario a la sesión sobre historiografía colonial" en Brigitee Boehm de Lameiras (ed.): El Municio en México: 46-50, El Colegio de Michoacan, Zamora, Mich.
-1988  "Prólogo" al libro de Catharine Good Eshelman: Haciendo la Lucha: Arte y Comercio Nahuas de Guerrero:7-12, Fondo de Cultura Económica, México.
-1989a "El aparato jurídico del estado mexica: Algunas reflexiones acerca de lo público y lo privado en el México prehispánico", en Nueva Antropología, vol.36: 41-63, Brígida Von Mentz(coordinadora): En Torno a lo Público y lo Privado, México.
-1989b "Geography, Climate and the Observation of Nature in Prehispanica Mesoamerica", en David Carrasco (ed.): The Imagination of Matter: Religion and Ecology in Mesoamerican Traditions, BAR International Series no.515: 139-154, Oxford 1989. 
-1989c "Geografía, clima y observación de la naturaleza en la Mesoamérica Prehispánica", en Ernesto Vargas (ed.): La cueva de Sta. Ana Tetlaoztoc, Puebla: 35-51,Instituto de Investigaciones Antropológicas,UNAM, México. 
-1990a "La función social de calendarios y astronomía en Mesoamérica", El Nacional, 18 de febrero de 1990, Nueva Epoca, núm.4: 5,6, México.
-1990b "Calendarios y astronomía en Mesoamérica, su función social", Ciencias, núm.18: 36-39, abril 1990, Facultad de Ciencias, UNAM, México.
-1990c  "Presentación" (pp.11-14) al libro de Druzo Maldonado Jiménez: Cuauhnahuac y Huaxtepec (Tlalhuicas y Xochimilcas en el Morelos Prehispánico). Centro Regional de Investigaciones Multidisdisciplinarias de la UNAM, Cuernavaca, Mor. 
-1991a  "The Sacred Landscape of Aztec Calendar Festivals: Myth, Nature and Society", en David  Carrasco (ed.): To Change Place:Aztec Ceremonial Landscapes: 74-120, University Press of Colorado, Niwot.
-1991b  "Ciclos agrícolas en las fiestas del calendario mexica" (Agrarische Zyklen in kultischen Festen des Calendario Mexica), en Franz Tichy:  Die geordnete Welt Indianischer Völker: Ein Beispiel von Raumordnung und Zeitordnung im Vorkolumbischen Mexiko: pp. 248-256, Franz Steiner-Verlag, Wiesbaden. 
-1991c "Cosmovisión y observación de la naturaleza: El ejemplo del culto de los cerros", en Johanna Broda, Stanislaw Iwaniszewski y Lucrecia Maupomé (eds.): Arqueoastronomía y Etnoastronomía en Mesoamérica: 461-500, Instituto de Investigaciones Históricas, UNAM, México. 
-1991d "Presentación" al volumen Arqueoastronomía y Etnoastronomía en Mesoamérica: XI-XX, Instituto de Investigaciones Históricas, UNAM. 
-1991e  "In Memoriam Angel Palerm", en Históricas. Boletín del Instituto de Investigaciones Históricas, UNAM, México.
-1992a  "La función social de calendarios y astronomía en Mesoamérica", en  José Alcina Franch, Miguel León-Portilla y Eduardo Matos: Azteca Mexica: Las culturas del México Antiguo: 99-118, Lunwerg Editores, Madrid.
-1992b  "Interdisciplinaridad y categorías culturales en la arqueoastronomía de Mesoamérica," en Cuadernos de Arquitectura Mesoamericana: Homenaje a Horst Hartung, no. 19: 23-44, Facultad de Arquitectura, UNAM.
-1992c  "Presentación: Semblanza de H. Hartung", en ibid., no.19: p.4.
-1992d  Capítulo 2: "Diversidad y unidad de Mesoamérica". Capítulo 6: "Los aztecas". Cap. 7:"El legado cultural" de Mi libro de Historia de México, 6o grado de Primaria. SEP, México. (se registra también en difusión).
-1993a "Astronomical Knowledge, Calendrics and Sacred Geography in Ancient Mesoamerica", en Clive Ruggles y Nicholas Saunders: Astronomies and Cultures: 253-295, University Press of Colorado, Niwot.
-1993b "Taller Organización Social y Cosmovisiones Prehispánicas", en Maestrías: Historia, Etnohistoria,  Arqueología, Generación 1990-92. Compiladora Hilda  Iparraguirre, Cuaderno de Trabajo: 5-7, DES, ENAH. México. 
-1993c "Observación y cosmovisión en el mundo prehispánico", en Arqueología Mexicana, vol.1, núm.3: 5-9, agosto/sept. 1993.
-1994a "Aztec Calendar", en Sam Macey (ed.): Encyclopedia of Time: 49-51, Garland Pub. Inc., Nueva York. 
-1994b "Algunas reflexiones acerca de las continuidades culturales en la historia de México", en Cuicuilco, Nueva Epoca, vol.1, no.1: 27-38, ENAH, México.
-1995a "La Historia y la Etnografía: Cambio y continuidades culturales de las sociedades indígenas de México,"en Bátiz, José A., Carmen  Blázquez, Johanna Broda et.al.: El Historiador frente a la Historia: 11-36, Instituto de Investigaciones Históricas, UNAM, México.                                     
-1995b "Organización social y religión mexica (Algunos comentarios acerca de conceptos teóricos y metodología en la obra de Pedro Carrasco," en Ruz Mario Humberto y Julieta Aréchiga V.(eds.): Antropología e Interdisciplina: Homenaje a Pedro Carrasco: 32-38. Sociedad Mexicana de Antropología, México. 
-1995c "Estudios sobre la observación de la naturaleza  en el México Prehispánico", Flores Gutiérrez, J. Daniel (ed.): Cantos de Mesoamérica: Metodologías científicas en la búsqueda del conocimiento prehispánico: 77-86, Instituto de Astronomía-Facultad  de Ciencias, México.
-1995d "Observación y cosmovisión en el mundo prehispánico", en México Antiguo: Antología de Arqueología Mexicana: 16-21. SEP, Biblioteca para la actualización del maestro, Ed. Raíces-INAH, México. 1a edición. Tiraje: 50 000 ejemplares.
-1996a "Paisajes rituales del Altiplano  Central", en Arqueología Mexicana: Los dioses de Mesoamérica, vol.IV, núm.20: 40-49, México.
-1996b "Calendarios, cosmovisión y observación de la naturaleza", en Sonia Lombardo y Enrique Nalda (eds.): Temas mesoamericanos: 427-469.INAH-CONACULTA, México. 
-1996c "Presentación", en  Gabriel Espinosa: El embrujo del lago: El sistema lacustre de la cuenca de México en la cosmovisión mexica: 7-8. IIH-IIA, UNAM, México.
-1997a "Etnohistoria y metodología interdisciplinaria", en Antropología Mexicana: Proyección al futuro (XX Mesa Redonda): 63-73, Sociedad Mexicana de Antropología- IIA, UNAM, México.           
-1997b "Tallado en roca, ritualidad y conquista mexica e inca; una comparación", en Garrido Aranda, Antonio (ed.): Pensar América: Cosmovisión mesoamericana y andina: 45-73, Caja Sur y Ayuntamiento de Montilla, Córdoba.
-1997c "El culto mexica de los cerros de la Cuenca de México:  apuntes para la discusión sobre graniceros," en Albores, Beatriz y Johanna Broda (eds.): Graniceros:  Cosmovisión y meteorología indígenas de Mesoamérica: 49-90, El Colegio Mexiquense A.C.- IIH, UNAM, México.
-1997d  "Lenguaje visual del paisaje ritual de la Cuenca de  México", en Salvador Rueda, Constanza Vega y Rodrigo Martínez (eds.): Códices y documentos sobre México: 2° Simposio, vol.1: 129-162, Colección  Científica,  INAH, México. 
-1998     "Observación y cosmovisión en el mundo prehispánico" en México Antiguo:     Antología Mexicana: 20-25, SEP-INAH-Ed.Raíces, México. 2a edición. Tiraje: 5000 ejemplares.
-1999    “Rain, rocks and air: An anthropological analysis of  Tlaloc rituals and political  power before and after the Spanish Conquest", en Mader, Elke y María Dabringer (eds.): Von der realen Magie zum Magischen Realismus. Weltbild und Gesellschaft in Lateinamerika. Jahrbuch des österreichischen Lateinamerika-Instituts, Band 2: 119-130, Brandes u. Apsel/Südwind, Frankfurt.
-2000a  "Calendrics and ritual landscape at Teotihuacan:   Themes of continuity in Mesoamerican cosmovision," en Carrasco, Davíd, Lindsay Jones y Scott Sessions (eds.): The Classic Heritage: Teotihuacan and Beyond: 397-432. University Press of  Colorado, Niwot.
-2000b “Ciclos de fiestas y calendario solar mexica.” Arqueología Mexicana, vol. VII, núm.41: 48-55, México.
-2000c  "Presentación", en Maldonado, Druzo: Cosmovisión y y espacio ritual en Cuauhnahuac y Hauxtepec: Tlahuicas y xochimilcas de Morelos: siglos XII-XVI: 13-15. IIA,  UNAM, México.
-2000d  “Mesoamerican astronomy and the ritual calendar.” En Helaine Selin (ed.): Astronomy across cultures: The history of Non-Western astronomy: 225-267. Kluwer Academic Publishers, Dordrecht-Boston-London. 
-2000e  “Prólogo”, en Báez-Jorge, Félix: Los oficios de las diosas (Dialéctica de la religiosidad popular en los grupos indios de México): 17-20. Segunda edición. Universidad Veracruzana, Xalapa.
-2000f   “Astronomy and Landscape”. Archaeoastronomy. The Journal of Astronomy in Culture, vol. XV: 137-150.  University of Texas Press, Austin.(salió en 2001 con fecha de 2000).
-2001a "Introducción", en J. Broda y Félix Báez-Jorge (coords.): Cosmovisión, ritual e identidad de los pueblos indígenas de México: 15-45, CONCULTA-Fondo de Cultura Económica, México.
-2001b  "La etnografía de la fiesta de la Santa. Cruz: Una  perspectiva histórica," en J. Broda y Félix Báez- Jorge (coords.): Cosmovisión, ritual e identidad de los pueblos indígenas de México: 165-238, CONACULTA-Fondo de Cultura Económica, México.
-2001c  “Calendar Festivals and Festival Cycles.” En Davíd Carrasco, Editor general: Oxford Encyclopedia of Mesoamerican Cultures, vol. 1: 406-409. Oxford University Press, New York. 
-2001d  “Ritos mexicas en los cerros de la Cuenca: los sacrificios de niños.” En Broda, Johanna, Stanislaw Iwaniszewski y Arturo Montero (coords.): La montaña en el paisaje ritual (Estudios arqueológicos, etnohistóricos y etnográficos): 295-317. ENAH-Instituto de Investigaciones Históricas, UNAM, - Universidad Autónoma de Puebla, México.
-2001e  “Astronomía y paisaje ritual: el calendario de horizonte de Zacatepetl-Cuicuilco.”En Broda, Johanna, Stanislaw Iwaniszewski y Arturo Montero (coords.): La montaña en el paisaje ritual (Estudios arqueológicos, etnohistóricos y etnográficos): 1733-199. ENAH-Instituto de Investigaciones Históricas, UNAM, -Universidad Autónoma de Puebla, México.
-2001f   “Introducción a la Parte II.” En Broda, Johanna, Stanislaw Iwaniszewski y Arturo Montero (coords.): La montaña en el paisaje ritual (Estudios arqueológicos, etnohistóricos y etnográficos): 163-171. ENAH-Instituto de Investigaciones Históricas, UNAM, -Universidad Autónoma de Puebla, México.
-2001g  “Introducción a la Parte III.” En Broda, Johanna, Stanislaw Iwaniszewski y Arturo Montero (coords.): La montaña en el paisaje ritual (Estudios arqueológicos, etnohistóricos y etnográficos): 321-329. ENAH-Instituto de Investigaciones Históricas, UNAM, -Universidad Autónoma de Puebla, México
-2002a  “La fiesta azteca del Fuego Nuevo y el culto de las Pléyades”, en Ismael Arturo Montero (coord..): Huizachtepetl. Geografía Sagrada de Iztapalapa: 145-168. Delegración Iztapalapa. México.
-2002b  “Prólogo” en Arturo Gómez Martínez: Tlaneltokilli: La espiritualidad de los nahuas chicontepecanos: 7-10. Ediciones del Programa de Desarrollo Cultural de la Huasteca. México.
-2003a  “Los habitantes del paisaje. Comentarios”, en Alain Breton, Aurore Monod Becquelin y Mario Humberto Ruz (eds.): Espacios Mayas. Usos, representaciones, creencias: 659-671, Centro de Estudios Mayas, IIFL, UNAM-CEMCA, México. (ISBN970-32-0699-9).
-2003b  “Prólogo”, en Alejandra Gámez: Los popolocas de Tecamachalco-Quecholas. Historia, cultura y sociedad de un señorío prehispánico: 9-13, FFyL, BUAP, Puebla (ISBN 968-863-580-4).
-2003c  “La ritualidad mesoamericana y los procesos de sincretismo y reelaboración simbólica después de la Conquista”, en Grafylia, Revista de la FFyL, no.2: 16-30, BUAP, Puebla. 
-2004a  “La percepción de la latitud geográfica: otra dimensión de los estudios sobre calendarios mesoamericanos y arqueoastronomía”, en Máxime Boccas, Johanna Broda y Gonzalo Pereira (eds.): Etno y Arqueo-astronomía en las Américas: Memorias del Simposio ARQ-13 del 51° Congreso Internacional de Americanistas, Santiago de Chile, julio 2003. Chile (ISBN 956-299-204-7), pp. 77-96.
-2004b “Ciclos agrícolas en la cosmovisión prehispánica: el ritual mexica”, en Johanna Broda y Catharine Good Eshelman (coords.): Historia y vida ceremonial en las comunidades mesoamericanas: los ritos agrícolas: 35-60, INAH-IIH/UNAM, México.
-2004c  “¿Culto al maíz o a los santos? La ritualidad agrícola mesoamericana en una perspectiva histórica,” en Johanna Broda y Catharine Good Eshelman (coords.): Historia y vida ceremonial en las comunidades mesoamericanas: los ritos agrícolas: 61-81.  INAH-IIH/UNAM, México.
-2004d  “Introducción”, en Johanna Broda y Catharine Good Eshelman (coords.): Historia y vida ceremonial en las comunidades mesoamericanas: los ritos agrícolas: 15-32.  INAH-IIH/UNAM, México  (en prensa).
-2004e  “Paisajes rituales entre los indios pueblo y los mexica; una comparación”, en Hernán Salas Quintanal y Rafael Pérez-Taylor (eds): Desierto y fronteras. El norte de México y otros contextos culturales: 265-303.  IIA/ UNAM y Plaza y Valdés Editores, México (ISBN 970-32-1573-4 UNAM).
-2004f  “Los muertos y el ciclo agrícola en la cosmovisión mesoamericana: una perspectiva histórica y comparativa,” en Nanda Leonardini, David Rodríguez y Virgilio Freddy Cabanillas (comps.): Imagen de la muerte: 245-261. Primer Congreso Latinoamericano de Ciencias Sociales y Humanidades. Universidad Nacional Mayor de San Marcos, Lima. (ISBN 9972-46-268-4)
-2004g  “El tiempo y el espacio, dimensiones del calendario y la astronomía en Mesoamérica”, en Virginia Guedea (coord..): El Historiador frente a la Historia: El tiempo en Mesoamérica: 75-108. IIH, UNAM; Serie Divulgación 5 (ISBN 970-32-1871-7).
-2004h  “La percepción de la latitud geográfica y el estudio del calendario mesoamericano”. Estudios de Cultural Nahuatl, vol.  35: 15-43, IIH, UNAM, México.
-2005    La fiesta de la Santa Cruz entre los nahuas de México: préstamo intercultural y tradición mesoamericana”. En Garrido Aranda, Antonio (comp.): El mundo festivo en España y América: 219-248. Servicio de Publicaciones de la Universidad de Córdoba, Córdoba (ISBN: 84-7801-784-4).
-2006a  “Zenith Observations and the conceptualization of Geographical Latitude in Ancient Mesoamerica: A Historical Interdisciplinary Approach”, en Todd  W. Bostwick y Bryan Bates (eds.): Viewing the Sky Through Past and Present Cultures: Selected Papers from the Oxford VII International Conference on Archaeoastronomy: 183 – 212. Pueblo Grande Museum Antropological Papers No. 15, City of Phoenix, Parks and Recreation Department Arizona (ISBN: 1-882572-38-6).
-2006b  “La etnografía de los ritos mesoamericanos: una perspectiva etnohistórica interdisciplinaria”, en Etnohistoria, Visión Alternativa del Tiempo: INAH, México.
-2007a  “Ritualidad y cosmovisión: procesos de transformación de las comunidades mesoamericanas hasta nuestros días”, Diario de Campo, no. 93: 68-77, julio - agosto, 2007. Coordinación Nacional de Antropología, INAH, México.
-2007b  “Historia y Antropología”, El historiador frente a la Historia: “Perfiles y rumbos de la historia”. Sesenta años de investigación histórica en México (Virginia Guedea, coord.): 177-199. IIH, UNAM, Serie Divulgación 7, México (ISBN 978-970-32-4866-7).
-2008a  “El mundo sobrenatural de los controladores de los meteoros y de los cerros deificados”, Arqueología Mexicana, vol. XVI, núm. 91: 36-43, mayo de 2008, México (ISSN 0188-8218).
-2008b  “Presentación” al volúmen Mapa de Cuauhtinchan II. Entre la ciencia y lo sagrado, Tim Tucker y Arturo Montero (coords.), CONACULTA, INAH, México, D.F., pp. XIII-XV (ISBN 978-970-95-820).
-2008c  “La intermediación simbólica de los santos. Confrontar la etnografía con los conceptos teóricos” Comentarios a la 2a. edición de Félix Báez - Jorge: Entre los naguales y los santos, Biblioteca Universidad Veracruzana, Xalapa, pp. 13-20 (ISBN 978-968-834-894-9).
-2008d  “Los muertos, ‘seres de la lluvia y de las nubes’: la ritualidad mesoamericana en uina perspectiva comparativa,” en Lourdes Báez y Catalina Rodríguez (coords.): Morir para vivir en Mesoamérica, Consejo Veracruzano para la Cultura-INAH, Xalapa, Ver. pp. 139-162. (ISBN 978-968-9105-20-6).
-2008e  “El ‘Océano de la Salida del Sol’, o ‘el origen de todas las aguas’: una comparación entre los indios pueblo y Mesoamérica”, en Johannes Neurath (coord.): Por los caminos del maíz, FCE, México, pp.215-272 (ISBN 978-607-455-049-8)
-2009a  “Simbolismo de los volcanes: los volcanes en la cosmovisión”, Arqueología Mexicana, vol. XVI, núm. 95, enero de 2009, México, pp. 40-47 (ISSN 0188-8218).
-2009b  “Las fiestas del Posclásico a los dioses de la lluvia”, Arqueología Mexicana, vol. XVI, núm. 96, marzo de 2009, México, pp. 58-63 (ISSN 0188-8218).
-2009d “Cosmovisión y observación de la naturaleza en el Nevado de Toluca” en Pilar Luna, Arturo Montero y Roberto Junco (coords.), Las aguas celestiales, INAH,      México, pp. 58-67 (ISBN 978-968-030-3786).
-2009e  “Religiosidad popular y cosmovisiones indígenas en la historia de México” en Religiosidad popular y cosmovisiones indígenas en la historia de México, (J. Broda coord.), ENAH, México, pp.  7-20 (ISBN 978-607-484-002-5)
-2009f   “Presentación” en Religiosidad popular y cosmovisiones indígenas en la historia de México, (J. Broda coord.), ENAH, México, pp. 5-6 (ISBN 978-607-484-002-5).
-2009g  “Historia comparada de las culturas indígenas de América ”, en Alicia Mayer (coord..): El Historiador frente a la Historia: historia e historiografía comparada. IIH, UNAM, México, pp. 75- 100 (ISBN 978-607-2-00292-0).
-2009h  “Las ollas de nubes entre los indios pueblo y los mexicas: una comparación,” en Bonfiglioli, Carlo et al. (comps.): Las Vías del Noroeste, Segundo Coloquio Internacional, IIA, UNAM (salió publicado en abril de 2009).
-2009i   Texto de solapa para el libro de Rana P.B. Singh: Cosmic Order and Cultural Astronomy. Sacred Cities of India, by Prof. Rana P.B. Singh. Planet Earth & Cultural Understanding, Series: Pub. 4. CSP, Cambridge Scholars Publishing, Newcastle upon Tyne, U.K.
-2009j   “Ofrendas mesoamericanas y el estudio de la ritualidad indígena” en Cosmovisión mesoamericana y ritualidad agrícola, estudios interdisciplinarios y regionales (Johanna Broda y Alejandra Gámez, coords.). BUAP, Puebla, pp. 45-66 (ISBN 978-607-487-048-0).
-2009k  “Introducción a la Parte II: Estudios interdisciplinarios sobre ritualidad y cosmovisión” en Cosmovisión mesoamericana y ritualidad agrícola, estudios interdisciplinarios y regionales (Johanna Broda y Alejandra Gámez, coords.). BUAP, Puebla, pp. 97-99 (ISBN 978-607-487-048-0).
-2009l   “Introducción a la Parte III: Estudios etnohistóricos y coloniales” en Cosmovisión mesoamericana y ritualidad agrícola, estudios interdisciplinarios y regionales (Johanna Broda y Alejandra Gámez, coords.). BUAP, Puebla, pp. 233-234 (ISBN 978-607-487-048-0).
-2009m “Introducción a la Parte IV: “Religiosidad popular y fiestas patronales” en Cosmovisión mesoamericana y ritualidad agrícola, estudios interdisciplinarios y regionales (Johanna Broda y Alejandra Gámez, coords.). BUAP, Puebla, pp. 279-282 (ISBN 978-607-487-048-0).
-2009n  “La fiesta de la Santa Cruz y el culto de los cerros”, en José del Val (coord.): Estado del desarrollo económico y social de los pueblos indígenas de Guerrero (EDESPIG). Programa Universitario México Nación Multicultural, Secretaría de Asuntos Indígenas, UNAM, México, pp. 467-477 (publicado en junio de 2010 con fecha de 2009).
-2010a  "Leonhard Schultze Jena y sus investigaciones sobre ritualidad en la Montaña de Guerrero", en Anales de Antropología, Vol. 42, IIA, UNAM, México, pp. 117-145 (ISSN 0185-1225) (poublicado en 2010, con fecha de 2008).  
-2010b  “Prólogo” al Libro de Luis Millones: Después de la muerte. Voces del Limbo y el Infierno en teritorio andino, Editora de Gobierno del Estado de Veracruz, Xalapa, Veracruz, pp. 7-21 (ISBN 978-607-7527-26-8). 
-2010c  “Prólogo” al Libro de Luis Millones: Después de la muerte. Voces del Limbo y el Infierno en teritorio andino, Ediciones del Congreso del Perú, Lima (ISBN 978-9972-221-94-1).
-2010d  “Prólogo” al Libro de Alicia María Juárez Becerril: Los aires y la lluvia. Ofrendas en San Andrés de la Cal, Morelos, Editora de Gobierno del Estado de  Veracruz, Xalapa, Veracruz, pp. 7-16 (ISBN 978-607-7527-32-9).
-2011    “Closing Remarks”, en Clive L.N. Ruggles (ed.): Archaeoastronomy and Ethnoastronomy: Building Bridges between Cultures. “Oxford IX” International Symposium on Archaeoastronomy. Proceedings IAU Symposium No. 278, 2011. Cambridge University Press, pp.408-413  (ISBN 978-110-7019-782).

CO-AUTOR:
-Broda, Johanna y Druzo Maldonado
1996  "La cueva de Chimalacatepec, Morelos. Una interpretación etnohistórica," en Memorias del III Congreso Interno del Centro INAH, Morelos a los XX años de su fundación, INAH, México.
-Broda, Johanna y Druzo Maldonado
1997 "Culto en la cueva de Chimalacatepec, S.Juan Tlacotenco Morelos", en Beatriz Albores y Johanna Broda (eds.): Graniceros: Cosmovisión y meteorología indígenas de Mesoamérica: 175-211. El Colegio Mexiquense-IIH, UNAM, Mexico.
-Albores, Beatriz y  Johanna Broda
1997  "Introducción", en Beatriz Albores y Johanna Broda (eds.): Graniceros: Cosmovisión y meteorología indígenas de Mesoamérica: 11-20. El Colegio Mexiquense-IIH, UNAM, Mexico.
-Broda, Johanna y Alejandro Robles
2004    "De rocas y 'aires' en la cosmovisión indígena: culto a los cerros y al viento en el municipio de Tepoztlán," en Johanna Broda y Catharine Good Eshelman (coords.): Historia y vida ceremonial en las comunidades mesoamericans: los ritos agrícolas: 271-288. INAH-IIH/UNAM, México. -
-Broda, Johanna y Alejandra Gámez
2009a  “Presentación” en Cosmovisión mesoamericana y ritualidad agrícola, estudios interdisciplinarios y regionales (Johanna Broda y Alejandra Gámez, coords.). BUAP, Puebla, pp. 13-17 (ISBN 978-607-487-048-0).
-Broda, Johanna y Alejandra Gámez
2009b  “Introducción a la Parte I: Planteamientos generales” en Cosmovisión mesoamericana y ritualidad agrícola, estudios interdisciplinarios y regionales (Johanna Broda y Alejandra Gámez, coords.). BUAP, Puebla, pp. 21-24 (ISBN 978-607-487-048-0).

## Premios
- Reconocimiento Sor Juana Inés de la Cruz, UNAM, 2007.
- Premio Et Artibus et Litterae, 1ª. Clase, del Gobierno de la República Federal de Austria, 2004.